# Studentenstiftung
Eine Studentenstiftung ist eine Stiftung für Studenten – und von Studenten.
Beispiele in Europa:
- Die  Saidia student foundation an der Hanzehogeschool Groningen in den Niederlanden
- Die Gründer der Studentenstiftung Dresden – unternehmen selbst beteiligen engagieren sich für bessere Studienbedingungen in Dresden, insbesondere an der TU Dresden.
- Die Studierendenstiftung Universität Hamburg ist eine studentische Initiative die im Sommer 2004 gegründet wurde.[1]
- Die Fachhochschule Brandenburg hatte 2007 eine „Studierendenstiftung“ errichtet, um Stipendien zu vergeben.

Im Gegensatz z. B. zur Studienstiftung des deutschen Volkes sind diese Stiftungen studentische Initiativen. Es sind keine Universitätsstiftungen.
In den USA gibt es an mehreren Universitäten Studentenstiftungen (Student Foundation), die insbesondere als Instrument genutzt werden, Studierende schon während des Studiums emotional an die Hochschule zu binden, z. B. durch die Mitarbeit in studentischen Fundraisingkampagnen für Stipendienprogramme, Sportevents oder die Verbesserung der Studienqualität.